# The Divine Feminine
The Divine Feminine è il quarto album in studio del rapper statunitense Mac Miller, pubblicato il 16 settembre 2016 dalle etichette Warner Bros. e REMember.
Il disco, composto da dieci tracce, presenta le collaborazioni di Bilal, Anderson Paak, Ty Dolla Sign, Njomza, Cee Lo Green, Ariana Grande e Kendrick Lamar.

## Antefatti
Miller ha iniziato a lavorare a The Divine Feminine appena dopo la conclusione del suo album in studio precedente GO:OD AM, pubblicato nel 2015, con l'intenzione di esplorare l'emozione dell'amore. La sua intenzione iniziale era di rendere The Divine Feminine un EP, decidendo tuttavia di renderlo un album in studio per permettersi di essere più vulnerabile. Secondo quanto affermato da Miller, l'album non riguarda solo l'amore, ma anche il suo apprendimento dalle donne nel corso di tutta la sua vita e il significato di quelle esperienze per lui. Nel maggio 2018, la cantante Ariana Grande, che era in una relazione con Miller al momento dell'uscita del progetto, ha negato le speculazione che affermavano che l'intero album fosse su di lei, rivelando tuttavia che la traccia Cinderella lo era.

## pubblicato e promozione
The Divine Feminine è stato distribuito in tutto il mondo dalla Warner Records il 16 settembre 2016. Miller ha eseguito l'album in uno speciale per i concerti di Audience Network, andato in onda il 30 settembre 2016 e includeva apparizioni di Ariana Grande e Cee Lo Green.
Il primo singolo dell'album, Dang!, è uscito il 28 luglio 2016. La traccia presenta un'apparizione ospite dell'artista discografico americano Anderson Paak, mentre la produzione è stata curata da Pomo. Il suo video musicale è uscito il 2 agosto 2016. Miller e Anderson Paak hanno eseguito Dang! al The Late Show il 15 settembre 2016.
Il secondo singolo dell'album, We, è uscito il 19 agosto 2016. Il brano presenta un'apparizione ospite del cantautore americano Cee Lo Green, mentre la produzione è stata curata da Frank Dukes.
Il terzo singolo dell'album, My Favorite Part, è stato pubblicato il 9 settembre 2016. Il brano presenta un'apparizione ospite della cantante americana Ariana Grande, mentre la produzione è stata curata da MusicManTy. Un video musicale di accompagnamento è uscito il 12 dicembre 2016.
Miller ha annunciato che il The Divine Feminine Tour sarebbe iniziato il 24 agosto 2016. Il tour consisteva in 43 spettacoli in tutto il Nord America, a partire da Pittsburgh, la sua città natale, il 18 settembre 2016 e terminando a Baltimora il 18 dicembre 2016.

## Descrizione
Secondo Keith Harris di Rolling Stone, In The Divine Feminine Mac Miller continua la sua crescita artistica, lasciando nuovamente da parte il suo personaggio molto legato alle droghe e alle feste dei suoi primi progetti, trasformandosi in un "dolce lover man", affrontando diversi temi legati all'amore e alle sue relazioni con le donne nel corso della sua vita.
A livello di sonorità, The Divine Feminine è un album alternative hip hop e jazz rap, ma che contiene anche elementi diR&B, funk e neo-soul e sperimentazioni di un alt-R&B infuso di electro che è stato paragonato da Sheldon Pearce di Pitchfork alla musica di Kaytranada, mentre Ben Beaumont-Thomas ha notato forti influenze da artisti come D'Angelo, gli Outkast (in particolare Aquemini), Chance the Rapper e dello psychedelic soul di dei primi album di Cee Lo Green.

## Accoglienza
| Recensione      | Giudizio |
| --------------- | -------- |
| AllMusic        |          |
| AnyDecentMusic? | 6.5/10   |
| Consequence     | C        |
| Financial Times |          |
| HipHopDX        | 3.8/5    |
| Metacritic      | 70/100   |
| Pitchfork       | 7.8/10   |
| PopMatters      | 7/10     |
| Rolling Stone   |          |
| The Guardian    |          |
| XXL             | 4/5      |

The Divine Feminine ha ricevuto recensioni generalmente positive dalla critica. Su Metacritic, che assegna una valutazione normalizzata su 100 alle recensioni delle pubblicazioni principali, l'album ha ottenuto un punteggio medio di 70, basato su nove recensioni.
Andy Kellman di AllMusic ha dichiarato: "Sempre, Miller e i suoi associati sono sulla stessa pagina. Un altro aspetto che rende questo album il più soddisfacente del rapper è che tutte le linee sull'essere salvate e in soggezione sembrano essere espresse con tanta facilità quanto i riferimenti anatomici, come se fossero fatti semplici, non confessanti confessioni".
Scott Glaysher di XXL ha dichiarato: "Tutto sommato, The Divine Feminine è un esperimento ben fatto. La mente creativa di Mac Miller esplora i dettagli della relazione moderna mantenendo un certo livello di raffinatezza che può essere considerato senza tempo". Ben Beaumont-Thomas di The Guardian ha affermato che ci siano "un po' di filler a metà album mentre Miller lotta per aggiungere hooks al suo G-funk cosmico". Keith Harris di Rolling Stone ha dichiarato: "I beat da adulto di Miller si scontrano con le suoe spacconerie giovanili, quindi spesso finisce per sembrare un bambino ben intenzionato che non riesce a smettere di calciare i mobili eleganto".
La rivista Complex ha inserito The Divine Feminine alla ventitreesima posizione nella lista dei "50 migliori album del 2016", mentre XXL lo ha incluso nella sua lista dei migliori cinquanta progetti hip hop dell'anno.

## Successo commerciale
Negli Stati Uniti, The Divine Feminine ha debuttato al secondo posto nella Billboard 200, con 48.000 unità equivalenti all'album, 32.000 delle quali provenienti da vendite di album.
The Divine Feminine ha guadagnato 12.000 unità nella settimana successiva alla morte di Miller il 7 settembre 2018, consentendo all'album di rientrare nel Billboard 200 al numero 50.

## Tracce
1. Congratulations (feat. Bilal) – 4:16 (Malcolm McCormick, Bilal Oliver, Aja Grant)
2. Dang! (feat. Anderson Paak) – 5:05 (McCormick, David Pimentel, Brandon Anderson)
3. Stay – 5:26 (McCormick, Keyon Harrold, Alec Gould, Wendy James, Adam Feeney, Eric Dan, Jeremy Kulousek, Zachary Vaughan)
4. Skin – 4:48 (McCormick, Christian Berishaj, Larry Sheffrey, Vic Wainstein)
5. Cinderella (feat. Ty Dolla Sign) – 8:00 (McCormick, Grant, Jeff Gitelman, Sunni Colon, Dacoury Natche, Tyrone Griffin Jr., Wainstein)
6. Planet God Damn (feat. Njomza) – 3:12 (McCormick, Feeney, Grant, Kaan Gunesberk, Njomza Vitia, Anderson Hernandez)
7. Soulmate – 4:33 (McCormick, Dan, Nikolai Hamedi, Damon Riddick)
8. We (feat. Cee Lo Green) – 5:19 (McCormick, Feeney, Thomas Callaway, Stephen Bruner)
9. My Favorite Part (feat. Ariana Grande) – 3:36 (McCormick, Tyrone Johnson, Ariana Grande)
10. God is Fair, Sexy, Nasty (feat. Kendrick Lamar) – 8:21 (McCormick, Donte Perkins, Kendrick Duckworth, Grant, Jeremy Rose, Robert Glasper)

## Classifiche
| Classifiche (2016) | Posizione massima |
| ------------------ | ----------------- |
| Australia          | 13                |
| Belgio (Fiandre)   | 38                |
| Belgio (Vallonia)  | 156               |
| Canada             | 6                 |
| Francia            | 75                |
| Germania           | 67                |
| Irlanda            | 97                |
| Nuova Zelanda      | 17                |
| Paesi Bassi        | 24                |
| Portogallo         | 6                 |
| Regno Unito        | 59                |
| Stati Uniti        | 2                 |
| Svizzera           | 35                |